# Вайчюнас, Жигимантас
Жигимантас Вайчюнас (лит. Žygimantas Vaičiūnas; род. 19 января 1982, Шакяй, Литовская ССР, СССР) — литовский политический и государственный деятель, министр энергетики (2016—2020, с 2024).

## Биография
Родился 19 января 1982 года в Шакяе, Литовская ССР, СССР.
В 2006 году окончил факультет европейских исследований Вильнюсского университета, после чего стал работать в местном агентстве регионального развития. Он также был преподавателем в своём родном университете.
В 2009 году был принят на работу в Министерство энергетики, где занял должность директора департамента по вопросам стратегического планирования и европейских дел, а в 2011 году был повышен до заместителя главы ведомства. В 2014 году он стал помощником постоянного представителя Литвы при Европейском союзе, где курировал вопросы, связанные с энергетической отраслью.
13 декабря 2016 года он занял пост министра энергетики в кабинете Саулюса Сквернялиса, пробыв на посту до 11 декабря 2020 года. 12 декабря 2024 года он вновь занял пост главы ведомства в кабинете Гинтаутаса Палуцкаса. После отставки кабинета министров 4 августа 2025 года стал исполнять обязанности главы ведомства до назначения нового правительства.